# Giáo phận Hiroshima
Giáo phận Hiroshima (カトリック広島司教区) (tiếng Latinh: Dioecesis Hirosimensis) là một giáo phận của Giáo hội Công giáo Rôma ở Nhật Bản. Địa giới của Giáo phận bao gồm 5 tỉnh thuộc vùng Chūgoku. Nhà thờ chính tòa Đức Mẹ lên trời, còn được biết đến với tên gọi Nhà thờ Noborichō (tiếng Nhật: 幟町教会) là nhà thờ chính tòa của giáo phận.

## Lịch sử
- 1846 - Hạt Đại diện Tông tòa Nhật Bản được thành lập, với tòa giám mục đặt tại Yokohama.
- 1866 - Tòa giám mục được chuyển đến Nagasaki.
- 1876 - Ngày 22/5, Hạt Đại diện Tông tòa Nhật Bản được tách ra thành Hạt Đại diện Tông tòa Bắc Nhật Bản (hiện là Tổng giáo phận Tokyo) và Hạt Đại diện Tông tòa Nam Nhật Bản (hiện là Tổng giáo phận Nagasaki), trong đó Hạt Đại diện Tông tòa Nam Nhật Bản quản lí các vùng Kinki, Chūgoku, Shikoku và Kyūshū.
- 1888 - Hạt Đại diện Tông tòa Chūbu được thành lập, tiếp nhận các vùng Kinki, Chūgoku, Shikoku từ Hạt Đại diện Tông tòa cũ, và được giao cho Hội Thừa sai Paris quản lí.
- 1891 - Ngày 15/6, Hạt Đại diện Tông tòa Chūbu được nâng cấp thành Tổng giáo phận Ōsaka.
- 1904 - Ngày 27/1, Hạt Phủ doãn Tông tòa Shikoku (hiện là Giáo phận Takamatsu) được thành lập trên diện tích 4 tỉnh vùng Shikoku tách ra từ Tổng giáo phận Ōsaka.
- 1923 - Ngày 4/5, Hạt Đại diện Tông tòa Hiroshima được thành lập với địa giới gồm 5 tỉnh thuộc vùng Chūgoku và được giao cho các tu sĩ Dòng Tên người Đức quản lí. Tòa giám mục của Hạt Đại diện Tông tòa được đặt tại Okayama
- 1939 - Tòa giám mục được chuyển đến Hiroshima.
- 1940 - Các nhiệm vụ truyền giáo tại các tỉnh Okayama và Tottori được chuyển giao từ các tu sĩ Dòng Tên cho các tu sĩ thuộc Dòng Trái Tim Vô Nhiễm Mẹ Maria (đến năm 1997).
- 1959 - Ngày 30/6, Hạt Đại diện Tông tòa Hiroshima được nâng cấp thành Giáo phận Hiroshima.

## Lãnh đạo giáo phận qua từng thời kì

### Đại diện Tông tòa
- Tiên khởi - Heinrich Döring (Dòng Tên) (1923 - 1928)
- 2 - Johannes Ross (Dòng Tên) (1928 - 1940)
- 3 - Aloisiô Ogihara Akira (Dòng Tên) (1940 - 1959)

### Giám mục Giáo phận
- Tiên khởi - Đa Minh Noguchi Yoshimatsu (1960 - 1985)
- 2 - Giuse Misue Atsumi (1985 - 2011)
- 3 - Tôma Aquinô Maeda Manyo (2011 - 2014)
- 4 - Alexis Shirahama Mitsuru (2016 - hiện tại)